# La Florida (Santa Perpetua de Mogoda)
La Florida es una entidad de población perteneciente al término municipal de Santa Perpetua de la Mogoda. El núcleo se caracteriza por ser una ciudad jardín.
El número de habitantes es de 7.553. Dentro de ésta se ubica la única estación de tren de la línea R3 (Hospitalet de Llobregat-La Tour de Querol) Santa Perpetua de Mogoda La Florida, y desde 2022 también la estación de Santa Perpètua de Mogoda Riera de Caldes de la línea R8.25/06/2022  
El proyecto de ciudad jardín se presentó en 1925 y se obtuvo el permiso en 1926.  La estación de tren no se empezó hasta 1931 y estuvo operativa en 1934.  Antes de la Guerra Civil se habían vendido unas 60 casas. 